# Łarha (stacja kolejowa)
Łarha (ukr. Ларга) – węzłowa stacja kolejowa w miejscowości Kelmieńce, w rejonie dniestrzańskim, w obwodzie czerniowieckim, na Ukrainie. Węzeł linii Czerniowce – Ocnița z linią do Chmielnickiego.
Na stacji znajduje się ukraińskie przejście graniczne na granicy z Mołdawią.

## Historia
Stacja powstała w czasach carskich na linii z Oknicy do przejścia granicznego z Austro-Węgrami w Nowosielicy, pomiędzy stacjami Janoucy i Lipkań.